# Президентские выборы во Франции (1974)
Президентские выборы во Франции 1974 года проходили 5 и 19 мая после смерти президента Жоржа Помпиду. Президентом республики был избран Валери Жискар д'Эстен.

## Первый тур
В стране было 11 934 избирательных участков и 568 участков в «заморских департаментах и территориях» Франции. Численность избирателей составляла около 31 миллиона.
Всеобщее внимание привлечено к трем из 12 кандидатов на высший пост в государстве..
| Кандидат              | Партия                                                  | Голоса     | %       |
| --------------------- | ------------------------------------------------------- | ---------- | ------- |
| Франсуа Миттеран      | Социалистическая партия                                 | 11,044,373 | 43.25 % |
| Валери Жискар д'Эстен | Независимые республиканцы                               | 8,326,774  | 32.60 % |
| Жак Шабан-Дельмас     | Союз демократов в поддержку республики                  | 3,857,728  | 15,11 % |
| Жан Руайер            | отделившийся от Союза демократов в поддержку республики | 810,540    | 3.17 %  |
| Арлетт Лагийе         | Рабочая борьба                                          | 595,247    | 2.33 %  |
| Рене Дюмон            | экологист                                               | 337,800    | 1.32 %  |
| Жан-Мари Ле Пен       | Национальный фронт                                      | 190,921    | 0.75 %  |
| Эмиль Мюллер          | независимый                                             | 176,279    | 0.69 %  |
| Ален Кривин           | Лига революционных коммунистов                          | 93,990     | 0.37 %  |
| Бертран Ренувен       | монархистское движение Новое действие                   | 43,722     | 0.17 %  |
| Жан-Клод Себаг        | европейский федералист                                  | 42,007     | 0.16 %  |
| Ги Эро                | европейский федералист                                  | 19,255     | 0.08 %  |
| Всего                 | Всего                                                   | 25,538,636 | 100 %   |

## Второй тур
| Кандидат              | Партия                    | Голоса     | %       |
| --------------------- | ------------------------- | ---------- | ------- |
| Валери Жискар д'Эстен | Независимые республиканцы | 13,396,203 | 50.81 % |
| Франсуа Миттеран      | Социалистическая партия   | 12,971,604 | 49.19 % |
| Всего                 | Всего                     | 26,367,807 | 100 %   |

Рекордное для Франции участие избирателей в выборах — 87,37 процента во втором туре.